# أولاد ميمود أولاد داود (اسبيعات)
أولاد ميمود أولاد داود هي إحدى مشيخات المملكة المغربية، تتبع جغرافيا لإقليم اليوسفية وإداريًا لاسبيعات. يقدر عدد سكانها بـ 3599 نسمة حسب الإحصاء الرسمي للسكان والسكنى لسنة 2004.